# Aristides Agramonte
Aristides Agramonte Simoni (Camagüey, 3 giugno 1868 – New Orleans, 19 agosto 1931) è stato un medico e batteriologo cubano naturalizzato statunitense ricordato per aver fatto parte della Commissione per la febbre gialla, il gruppo di ricerca che nel 1900 studiò a Cuba la patogenesi della febbre gialla.

## Biografia
Aristides Agramonte nacque in una famiglia di intellettuali e militari cubani di origine spagnola. Si trasferì con la madre negli Stati Uniti all'età di tre anni dopo l'uccisione del padre, il generale Eduardo Agramonte Piña, durante la guerra di indipendenza cubana contro la Spagna. Studiò a New York e si laureò in medicina nel 1892 al College of Physicians and Surgeons della Columbia University, dove ebbe come compagno di corso Jesse William Lazear. Dopo la laurea rimase a New York lavorando in diverse istituzioni sanitarie della città di New York. Al momento dello scoppio della guerra ispano-americana (1898) era assistente batteriologo nel New York Health Department. Nel maggio 1898 fu nominato assistente chirurgo del Servizio di sanità dell'esercito degli Stati Uniti e inviato a Santiago di Cuba per studiare la febbre gialla, una patologia che aveva causato alle truppe americane più morti che non le operazioni di guerra.
Nel maggio del 1900 Agramonte fu nominato, con Walter Reed, Jesse William Lazear e James Carroll alla Commissione per la febbre gialla all'Avana. Era opinione comune che, essendo vissuto d Cuba nei primi anni di vita, Agramonte fosse immunizzato dalla febbre gialla. Comunque sia, dei quattro componenti della Commissione medica Agramonte fu l'unico a non ammalarsi di febbre gialla e l'unico sopravvissuto dopo il 1907, anno in cui morì Carroll (Reed lo aveva preceduto nel 1902, mentre Lazear era morto di febbre gialla poco nel settembre del 1901. Le vicende della Commissione furono raccontate in dettaglio nel 1915 proprio da Agramonte in un articolo pubblicato nel numero di dicembre di The Scientific Monthly e ristampato nel 2001. Come è noto, la Commissione decise di mettere alla prova la teoria propugnata dal medico cubano Carlos Juan Finlay secondo la quale la febbre gialla era una malattia trasmessa dalla zanzara Stegomyia fasciata (Aedes aegypti). «Nell'interesse della scienza e dell'umanità» dei volontari si sarebbero fatti pungere da zanzare presumibilmente infette. Il piano degli esperimenti della commissione, guidata da Reed, dimostrò definitivamente l'etiologia e la patogenesi della febbre gialla.
Dopo il servizio nella Commissione, Reed rimase a Cuba come professore di batteriologia all'Università dell'Avana.